# 入谷南公園
入谷南公園（いりやみなみこうえん）は、東京都台東区松が谷（旧;入谷町）にある児童公園（現・街区公園）。日本住宅公団所属の造園技師であった池原謙一郎（のちに筑波大学教授）による1958年から1959年にかけての設計作品である。面積は3,910.02㎡。
吉展ちゃん誘拐殺人事件の舞台にもなったほか、比較的利用率の高い公園として、また帰宅支援場所の役割を果たした都市公園として知られる。

## 概要
高度経済成長下、日本の都市域では深刻な住宅不足が顕在化した。そのような問題を受け、1955年（昭和30年)に日本住宅公団が設立された。公団は当時、年間に1つから35戸の集合住宅団地を供給していたが住宅公団が採用した居室は、新しい生活様式の普及を促進した。その団地の屋外空間として誕生したのが集合住宅の住棟間のオープンスペース「団地造園」であり、居住者が安全に通行できる歩行者専用道すなわち「ペデストリアン·スペース」が線状の緑地を形成し、要所に子どもの遊び場として「プレイロット」が配置されていた。
この時期特に子どもの遊び場は、住宅公団や建設省の造園技師などによって多面的に研究されることとなる。1957年（昭和32年)には「遊び場の研究会」が池原と北村信正(東京都)の肝煎りで発足する。建築家の小川信子のほか、川本昭雄、田畑貞寿などの造園家が多数参加した。
この研究会は毎月討論会を設けて遊び場に関する議論を交わし、池原謙一郎によりその成果として、当園が生み出された。
当園では「プレイ・スカルプチャー」という観念のもと、高さ4メートルの「緑の山」、お椀を伏せたような「石の山」、すり鉢状の「子供センター」など、斬新な空間造形を施したものが並べられた。

## 評価
ユニークな遊び場をもつ公園として全国的に有名となる。石の山は話題となり、池原がNHK「朝の訪問」に出演することにもなった。

## アクセス
東京都台東区松が谷3丁目23番7号、北上野2丁目13番1号（入谷南ポケットパーク）
- JR各線上野駅徒歩15分
- 東京メトロ日比谷線入谷駅徒歩5分
- 東京メトロ銀座線稲荷町駅徒歩10分